# David Hedison
Albert David Hedison, född 20 maj 1927 i Providence, Rhode Island, död 18 juli 2019 i Los Angeles, Kalifornien, var en amerikansk skådespelare. 
Han spelade bl.a. CIA-agenten Felix Leiter i Bond-filmerna Leva och låta dö och Tid för hämnd. 

## Biografi
Föräldrarna var båda av armenisk härkomst.
Hedison ville bli skådespelare efter att ha sett Tyrone Power i filmen Blod och sand. Han tog värvning i USA:s flotta under 1945 och tjänstgjorde under 18 månader.
Han började sin skådespelarkarriär vid Brown University, varefter han flyttade till New York för att studera med Sanford Meisner och Martha Graham vid Neighborhood Playhouse och med Lee Strasberg vid Actors Studio.
Han var sedan 29 juni 1968 gift med Bridget Hedison och de har döttrarna Serena och Alexandra Hedison.

## Filmografi
- 1957 – Fienden i djupet
- 1958 – Flugan
- 1960 – En försvunnen värld
- 1962 – Perry Mason (TV-serie) (1 avsnitt)
- 1964 – Helgonet (TV-serie) (1 avsnitt)
- 1965 – Mannen från Nasaret
- 1973–1975 – Cannon (TV-serie) (3 avsnitt)
- 1973 – Leva och låta dö
- 1976 – Ellery Queen (TV-serie) (1 avsnitt)
- 1977–1985 – Kärlek ombord (TV-serie) (7 avsnitt)
- 1977 – Wonder Woman (TV-serie) (1 avsnitt)
- 1978–1984 – Fantasy Island (TV-serie) (6 avsnitt)
- 1978 – 1981 (TV-serie) (2 avsnitt)
- 1979 – Benson (TV-serie) (1 avsnitt)
- 1982 – Par i hjärter (TV-serie) (1 avsnitt)
- 1982–1983 – Stuntmannen (TV-serie) (3 avsnitt)
- 1982 – T.J. Hooker (TV-serie) (1 avsnitt)
- 1983 – Dynastin (TV-serie) (2 avsnitt)
- 1985–1987 – Hotellet (TV-serie) (2 avsnitt)
- 1985 – Knight Rider (TV-serie) (1 avsnitt)
- 1985 – Simon & Simon (TV-serie) (2 avsnitt)
- 1985 – The A-Team (TV-serie) (1 avsnitt)
- 1986–1989 – Mord och inga visor (TV-serie) (3 avsnitt)
- 1989 – Tid för hämnd
- 2004 – The Young and the Restless (TV-serie) (50 avsnitt)